# Lochiel (Nouvelle-Zélande)
Lochiel est une communauté rurale du  District de Southland dans la région de Southland située dans l’Île du Sud de la Nouvelle-Zélande.

## Situation
C’est une partie du ward d’Oreti dans le cadre du conseil du district de Southland (en).

## Éducation
L’école de Lochiel est un établissement public, contribuant au primaire pour les années 1 à 6 avec un effectif de  70 élèves en novembre 2024.
Elle fut établie en 1879.